# S100A9
S100A9 (англ. S100 calcium binding protein A9) – білок, який кодується однойменним геном, розташованим у людей на короткому плечі 1-ї хромосоми.  Довжина поліпептидного ланцюга білка становить 114 амінокислот, а молекулярна маса — 13 242.
| 10         |  | 20         |  | 30         |  | 40         |  | 50         |
| ---------- |  | ---------- |  | ---------- |  | ---------- |  | ---------- |
| MTCKMSQLER |  | NIETIINTFH |  | QYSVKLGHPD |  | TLNQGEFKEL |  | VRKDLQNFLK |
| KENKNEKVIE |  | HIMEDLDTNA |  | DKQLSFEEFI |  | MLMARLTWAS |  | HEKMHEGDEG |
| PGHHHKPGLG |  | EGTP       |  |            |  |            |  |            |

A: Аланін

C: Цистеїн

D: Аспарагінова кислота

E: Глутамінова кислота

F: Фенілаланін

G: Гліцин

H: Гістидин

I: Ізолейцин

K: Лізин

L: Лейцин

M: Метіонін

N: Аспарагін

P: Пролін

Q: Глутамін

R: Аргінін

S: Серин

T: Треонін

V: Валін

W: Триптофан

Кодований геном білок за функціями належить до антиоксидантів, антимікробних білків. 
Задіяний у таких біологічних процесах як апоптоз, імунітет, вроджений імунітет, запальна відповідь, хемотаксис, автофагія. 
Білок має сайт для зв'язування з іонами металів, іоном цинку, іоном кальцію. 
Локалізований у клітинній мембрані, цитоплазмі, цитоскелеті, мембрані.
Також секретований назовні.